# Sussan Ley
Pour les articles homonymes, voir Ley.
Sussan Penelope Ley, née Susan Penelope Braybrooks le 14 décembre 1961 à Kano, est une femme politique australienne. Son nom se prononce « Susan Lee »,.

## Biographie

### Jeunesse
Fille de parents britanniques, plus précisément anglais, elle naît au Nigeria peu après l'indépendance de ce pays. Sa famille émigre aux États de la Trêve (les actuels Émirats arabes unis) lorsqu'elle a un an, et c'est là qu'elle grandit. Son père travaille pour le MI6, le servics de renseignement britannique, et la famille vit successivement à différents endroits des émirats ; sa mère est infirmière. Elle est scolarisée dans une école anglophone locale, puis envoyée en pensionnat dans le Sussex, en Angleterre à l'âge de 10 ans. En juillet 1974, la famille émigre en Australie, s'installant initialement comme éleveurs à Toowoomba. Ne parvenant pas à vivre de cette activité, ils déménagent à Canberra après seulement quelques mois, et son père trouve un emploi dans la police fédérale,,,.
Sussan Ley déteste sa scolarité à Canberra, étant moquée par ses camarades de classe en raison de son accent anglais. Adolescente, elle s'adonne au punk rock, adoptant « des cheveux violets en piques, du noir à lèvres et de nombreux piercings », des lunettes de soleil orange vif, « un collier pour chiens autour du coup et une lame de rasoir dans l'oreille », tout en ayant des idées politiques conservatrices,,. À la fin de sa scolarité, elle change officiellement son prénom en « Sussan », y rajoutant un « s » car elle est convaincue par la numérologie que le nombre de lettres dans son nom peut influer sur son destin,. À l'âge de 19 ans elle prend des cours de vol, qu'elle finance en ayant trois emplois simultanés (dont un emploi de serveuse et un comme femme de ménage dans un magasin) ; elle obtient son brevet de pilote à 20 ans. Elle trouve alors un emploi comme contrôleuse aérienne à Sydney, avant de s'établir sur une ferme près de Thargomindah (en) dans le Queensland, où elle est pilote puis cuisinière. Elle y épouse un agriculteur, s'installe avec lui sur la ferme de sa famille (à lui), et le couple a trois enfants,,.
Trentenaire, elle étudie l'économie à temps partiel à l'université La Trobe, tout en élevant ses jeunes enfants (elle apporte parfois son bébé en classe) et en travaillant à la ferme. Après sa licence, elle trouve un emploi au bureau des impôts à Albury, en Nouvelle-Galles du Sud, et étudie dans le même temps pour un Master de gestion à l'université Charles Sturt. Ses études, étant faites à temps partiel, lui prennent en tout dix ans,,,.

### Carrière politique
Elle adhère au Parti libéral et remporte la circonscription de Farrer, immense circonscription rurale où se trouve Albury, lors des élections législatives fédérales de 2001 ; elle entre ainsi à la Chambre des représentants d'Australie. Vice-présidente du groupe parlementaire d'amitié avec la Palestine, elle passe dix jours en Cisjordanie en 2011 et, à son retour, délivre un discours à la Chambre en faveur d'un État palestinien.
Le 23 décembre 2014, elle entre au gouvernement du Premier ministre Tony Abbott comme ministre de la Santé et ministre des Sports. Le 30 septembre 2015, le nouveau Premier ministre Malcolm Turnbull la conserve à ces fonctions tout en la nomme aussi ministre des Soins pour les Personnes âgées. Elle démissionne de ses ministères le 13 janvier 2017 en raison d'un scandale dû à l'utilisation de fonds publics à des fins personnelles par plusieurs ministres et parlementaires ; Sussan Ley a utilisé de l'argent public pour se rendre à deux fêtes organisées par un riche homme d'affaires proche du parti,.
Le 29 mai 2019, le Premier ministre Scott Morrison la nomme ministre de l'Environnement. À ce poste, elle fait appel avec succès d'une décision de justice qui l'enjoint à prendre en compte l'effet du réchauffement climatique sur la santé publique, notamment des enfants, avant d'approuver l'ouverture de nouvelles mines de charbon. En 2022, peu avant les élections législatives, elle abroge les plans de sauvegarde de cent-soixante-seize espèces menacées et de leurs habitats naturels, notamment le diable de Tasmanie.
Le Parti libéral et ses alliés perdent les élections législatives fédérales de 2022, et Sussan Ley quitte son ministère le 23 mai. Le 5 juin, elle devient la vice-cheffe du parti, adjointe à Peter Dutton. Menant une campagne très marquée à droite, Peter Dutton mène le parti au pire résultat de son histoire lors des élections législatives fédérales de 2025 et, le 13 mai, le parti choisit Sussan Ley comme nouvelle cheffe, et de ce fait comme cheffe de l'opposition parlementaire face au gouvernement travailliste d'Anthony Albanese. Son élection est perçue comme une volonté du parti de renouer avec un centre-droit modéré,.
En août 2025, elle critique la décision du gouvernement Albanese de reconnaître l'État de Palestine pendant la guerre de Gaza.